# Бомбардир трескучий
Бомбардир трескучий, или бомбардир трещащий (лат. Brachinus crepitans) — вид жуков-бомбардиров, относящийся к семейству жужелиц. Вид первым был классифицирован среди жуков-бомбардиров — в 1758 году Линнеем.

## Описание
Бомбардир трескучий — небольшого размера жук (длина 6—10 мм), тело — рыже-красное, надкрылья — тёмные, сине-зелёные, сине-чёрные или чёрно-зелёные.  При опасности жук из анальных желез выделяет ядовитую жидкость. Выбрасывание происходит с громким треском и частотой до 500 раз в секунду, а температура достигает 100°С. При этом выброс происходит прицельно по врагу, образуя облачко. Наиболее распространённый вид рода Brachinus. Встречается в южной части Евразии. Личинки, как и у прочих видов бомбардиров, развиваются в почве, паразитируя на куколках других жуков. Взрослые особи обитают под камнями, брёвнами, в расщелинах.

## Другие виды бомбардиров
В роде Brachinus насчитывается более 20 видов, в подсемействе Brachininae — более 400.